# ジャリルガチ島
ジャリルガチ島（ジャリルガチとう、ウクライナ語: Джарилгач、クリミア・タタール語: Carılğaç）は、ウクライナのヘルソン州スカドフスク地区に位置する黒海のカルキニツカ湾にある島である。ウクライナおよび黒海で最大の島であり、その全域および周辺のジャリルガチ湾の水域はジャリルガチ国立自然公園に含まれる。

## 歴史

### 名称の由来
「ジャリルガチ」という名称は、1792年のタヴリヤ地方の地図（O.M.ヴィルブレフト作成）や1800年のロシア・トルコ国境詳細軍事地図で初めて記録された。1900年の『ブロークハウス・エフロン百科事典』では「ジャリルガチ（カルキニツキー）」と呼ばれ、複数のジャリルガチが存在したため区別された。
名称の語源には複数の説がある。最も一般的なのはクリミア・タタール語の「yarılğaç」または「carılğaç」で、「焼けた木」「焼けた森」を意味する。他の説では、民族学者のヴァレリー・ブシャコフが提案したクリミア・タタール語の「yarılğaç」（「ツバメ」）に由来し、島に多くのツバメが生息することに関連するとされる。また、「yaril」（「割れる」「裂ける」）と「ağaç」（「木」）から「裂けた木」を意味する「Yarılagaç」や、「割れる能力を持つもの」を意味する「Yarılagiç」とする解釈もある。地元住民や観光客の間では「島のジャリ」や「ジャリ」と略して呼ばれることもある。

### 古代
ジャリルガチ島は、古代の歴史家プリニウス、プトレマイオス、ヘロドトスの著作に記述されている。古代には、テンドラの砂州と一体をなし、ギリシャ人によって「アキレウスの走路」と呼ばれた。

### 20世紀から21世紀の研究と開発
ジャリルガチ島は古くから科学者や自然愛好家の注目を集めてきた。島にはアネハヅル、ノガン、ヒメノガン、チョウゲンボウ、希少な湿地の水鳥が生息し、ステップクサリヘビ、トカゲ、ノウサギ、キツネ、鳥類の営巣コロニーの高密度が研究者を驚かせた。1923年に島はアスカニア・ノヴァ生物圏保護区の一部となり、1927年に約32,000ヘクタールの沿海保護区に指定された。この保護区は島全体と周囲1マイルの水域、ジャリルガチ湾の西部を含む。
1933年に沿海保護区から黒海保護区が分離され、ジャリルガチ島が含まれたが、1937年に島の大部分が保護区から除外され、スカドフスク地区の集団農場に放牧地として譲渡された。保護されたのは982ヘクタールのみで、1951年にはこの区域も保護区の地位を失った。1953年以降、ジャリルガチ湾の西部は黒海保護区から除外され、島は事実上保護されなくなった。
1936 - 1937年から陸上生態系の劣化が始まり、1960年代の赤旗灌漑システムの稼働により湾の人間活動による変形が進行した。家畜（牛や羊）の放牧により、1950年代末には島の大部分が砂漠化した。

### ロシア・ウクライナ戦争
2022年のロシアの侵攻により、ジャリルガチ島はロシア軍の占領下に置かれた。2023年春、ロシア軍は島と占領されたヘルソン州を砂で埋めて接続し、島を軍事訓練場として使用した。
2023年8月、島で大規模な火災が発生し、ジャリルガチ国立自然公園の保護区1,500ヘクタール以上が焼失した。

## 地理

### 位置
ジャリルガチ島は黒海のカルキニツカ湾に位置し、ジャリルガチ湾によって本土から隔てられている。島は東西に細長く、西部には長大な砂州が延び、本土と接続する。この砂州と本土の間は狭い水路で隔てられているが、干潮時には干上がり、島が半島となることがある。砂州から2 kmのヘルソン州本土にはリゾート地ラズルネがあり、ジャリルガチ湾を挟んで7 km対岸にはスカドフスクがある。
島の総延長（東西）は約42 kmで、本島部分は約23 km（東西）、4.6 km（南北）。砂州の長さは約19 km、幅は30-430 mである。島の極点は以下の通り：
- 北端・西端（砂州と本土の接続点）：北緯46度4分 東経32度32.9分 / 北緯46.067度 東経32.5483度
- 東端（ジャリルガチ岬）：北緯46度1.0分 東経33度04.9分 / 北緯46.0167度 東経33.0817度
- 南端：北緯46度0.4分 東経33度01.7分 / 北緯46.0067度 東経33.0283度

島の面積は56 km2である。

### 地質と地形
ジャリルガチ島と周辺海域は、東ヨーロッパプラットフォームのスキフエピオロジェニックゾーン（スキフプレート）のカルキニツキートラフに属する。この地域は黒海-クリミア油ガス田として知られる油ガス産出地である。
島の陸地は完新世の海洋堆積物で形成された沿海堆積平野である。地形は非常に平坦で、島の最高標高は2.8 m、砂州は1.6 mである。島と砂州の大部分は海面（黒海の基準海面は-0.4 m）以下にある。
主な地形要素には、砂丘（一部は植林済み）、沿海湿地低地、潟湖、砂州が含まれる。

### 水文

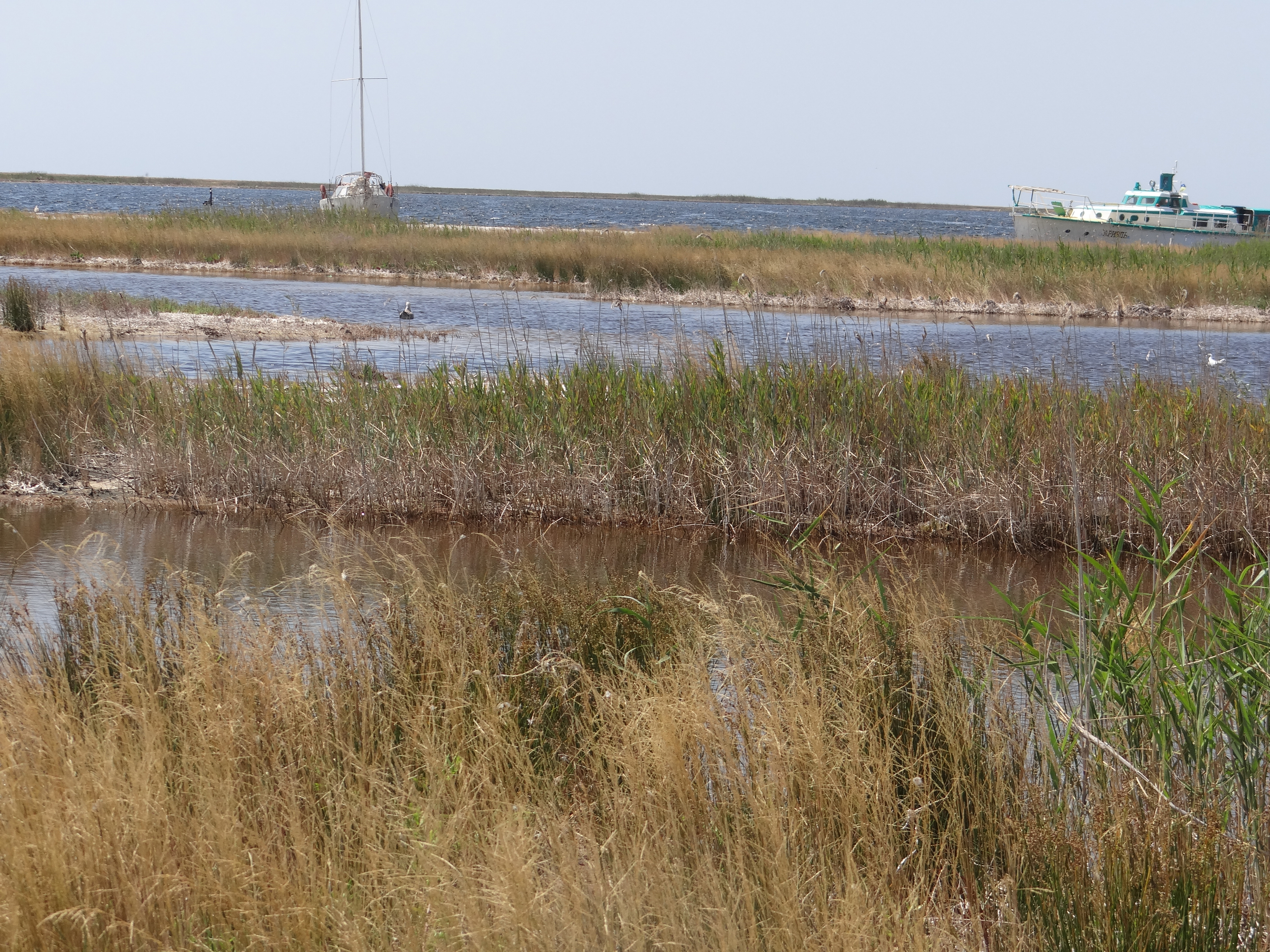
島北部の潟湖

島には約200の潟湖湖（干上がるものや海水で冠水するものを含む）があり、その総面積は9.49 km2（島の17%）である。大半は塩湖だが、一部は淡水湖（最大150×15 m）である。河川や恒常的な水流は存在しない。島には人工の淡水池（最大20×45 m）もある。
地下水位は0.2-1.1 mで、ジャリルガチ灯台近くに1基、国境付近に2基のアルテシアン井戸がある。
ジャリルガチ湾（北側）と黒海（南側）の沿岸水域は特性が異なる。ジャリルガチ湾は岸から1-2 kmで水深5 m未満（通常1 m程度）で、夏は25℃以上、冬は凍結する。塩分濃度は15 - 19‰。黒海は岸から1-2 kmで水深10 m程度、夏は23℃、冬は2℃（凍結まれ）、塩分濃度は16 - 18‰。黒海の潮汐はほぼなく、振幅は8 cm未満。嵐時には高波が砂州を越え、沿岸部を冠水させることがある。

### 気候
島の気候は中程度の大陸性気候で、ステップ地帯特有だが、海の影響で穏やかである。年平均気温は+10.2℃、7月は+22℃、1月は-2℃。記録された最低気温は-27℃（1954年1月28日）、最高気温は+50℃（1986年8月2日）。年降水量は400 mm未満。年間日照時間は2,300時間、総太陽放射量は4,800 MJ/m2、放射収支は2,000 MJ/m2で、ウクライナ国内でも高い値である。
島は風速が高く、10月から5月に20 m/s超の嵐がまれに発生する。春は短く（1 - 1.5か月）、気温が急上昇し、4月後半に最後の霜が観測される。夏は暑く乾燥し、約5か月続く。秋は3 - 3.5か月で、曇天と降水日が増える。最初の霜は10月初旬。冬は短く（2 - 2.5か月）、穏やかで、頻繁な融雪がある。積雪は1月中旬に始まり、2月中旬に解け、不安定なことが多い。無霜期間は約210日である。

### 土壌
島の土壌は、湿地草地、湿地、芝砂質、砂質無炭酸塩土壌である。これらは風食に弱く、発達が未熟で、褐色の腐植層が薄く、腐植含有量は0.1 - 0.5%である。発達した芝砂質土壌は腐植含有量0.5 - 0.8%である。島の約10%は低腐植または非腐植砂、3%は貝殻砂堆積物で覆われる。2003年の調査で、青湖に治療泥の堆積が確認された。

### 動物相
島を含むカルキニツカ湾およびジャリルガチ湾一帯は約15万羽のカオジロオタテガモ、ホシハジロなどの渡り鳥にとって重要な場所で、約13万羽の鳥類の越冬地である。1976年からラムサール条約湿地の「カルキニツカ湾およびジャリルガチ湾」に指定されている。
ウクライナに分布する7種のカマキリのうち、ジャリルガチ島では5種（ウスバカマキリ、Empusa pennicornis、Iris polystictica、Ameles heldreichi、Hierodula transcaucasica）が記録されている。

## ギャラリー

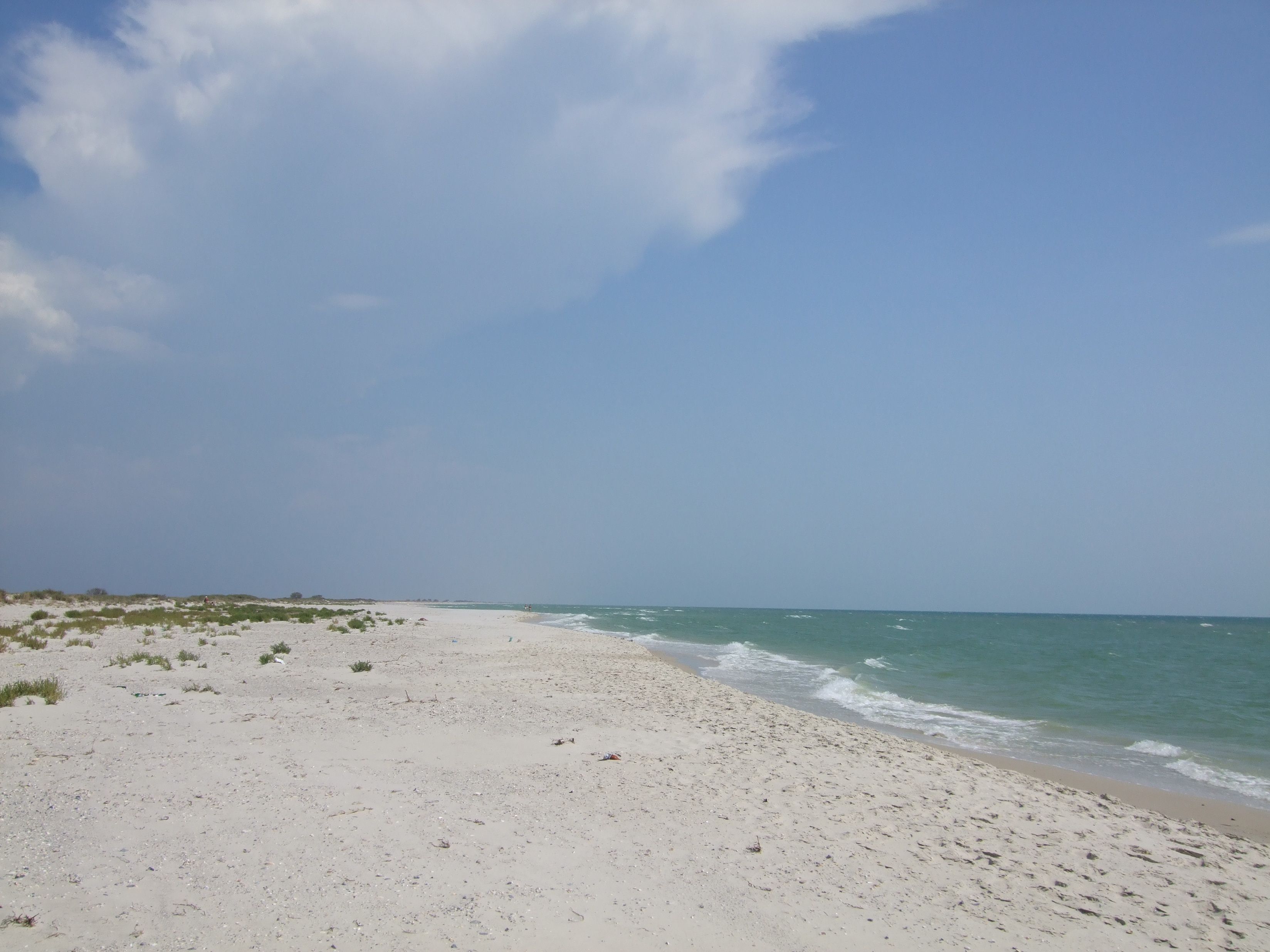
晴天のジャリルガチ島
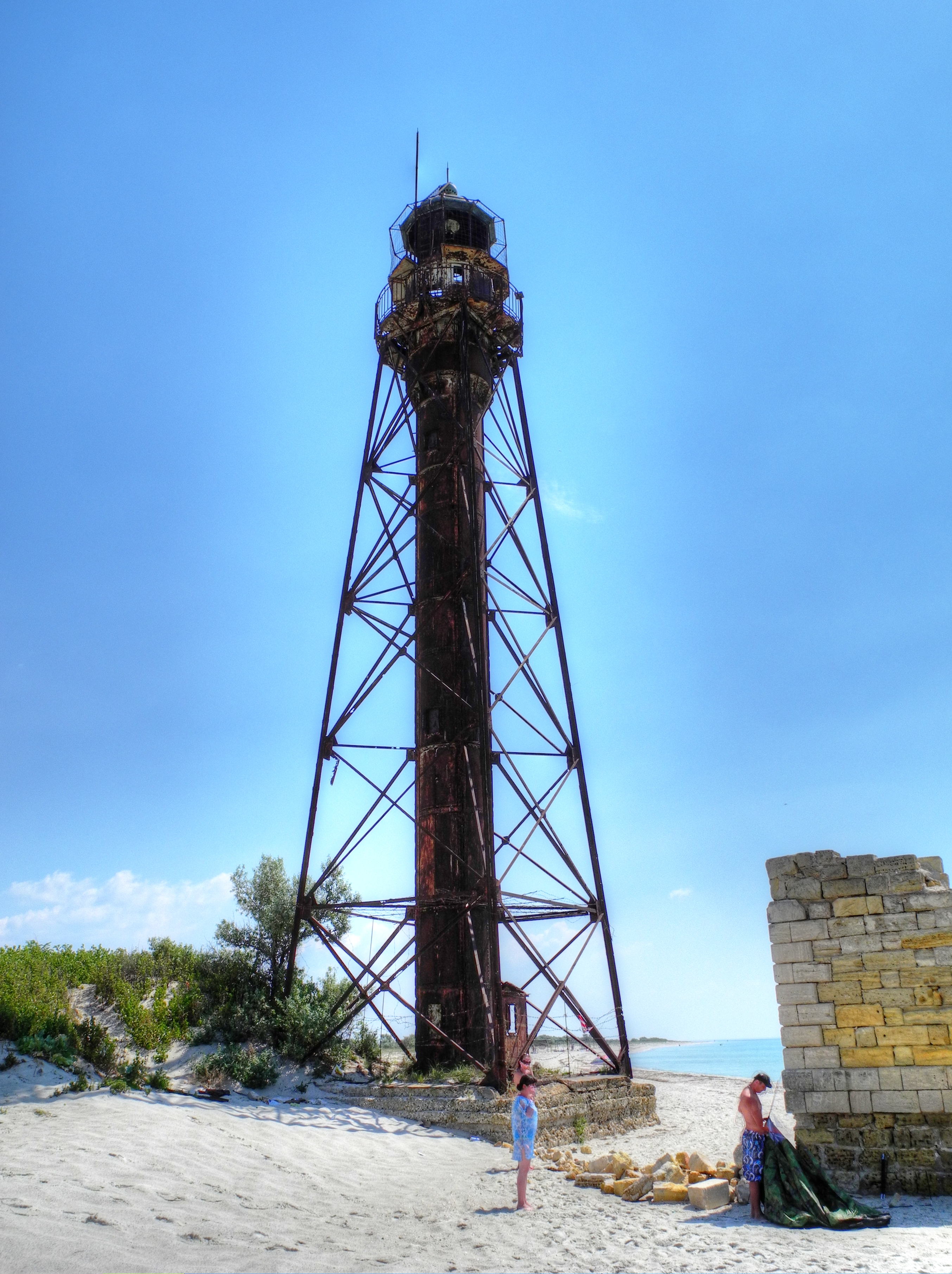
古い灯台
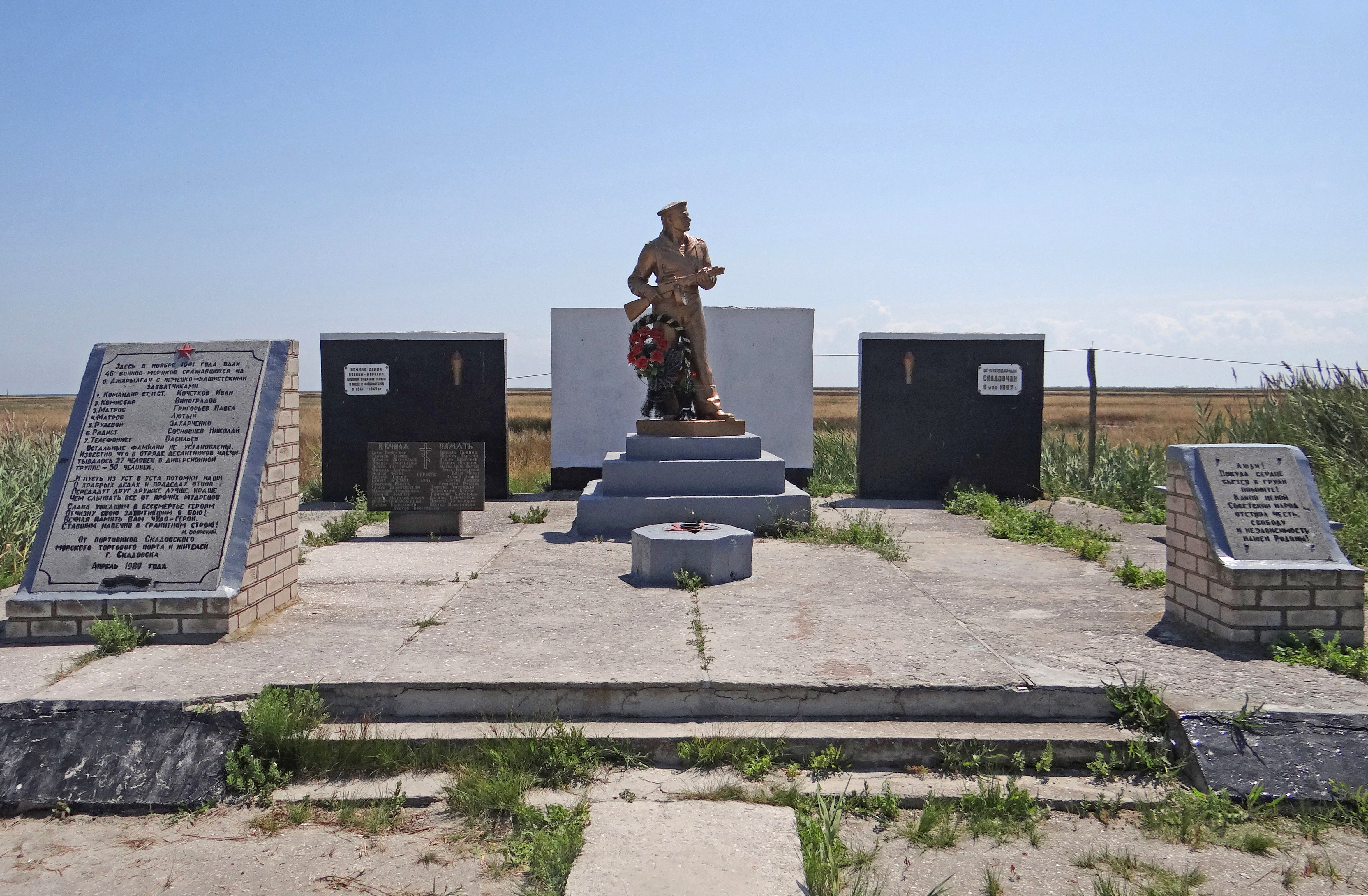
島の記念碑
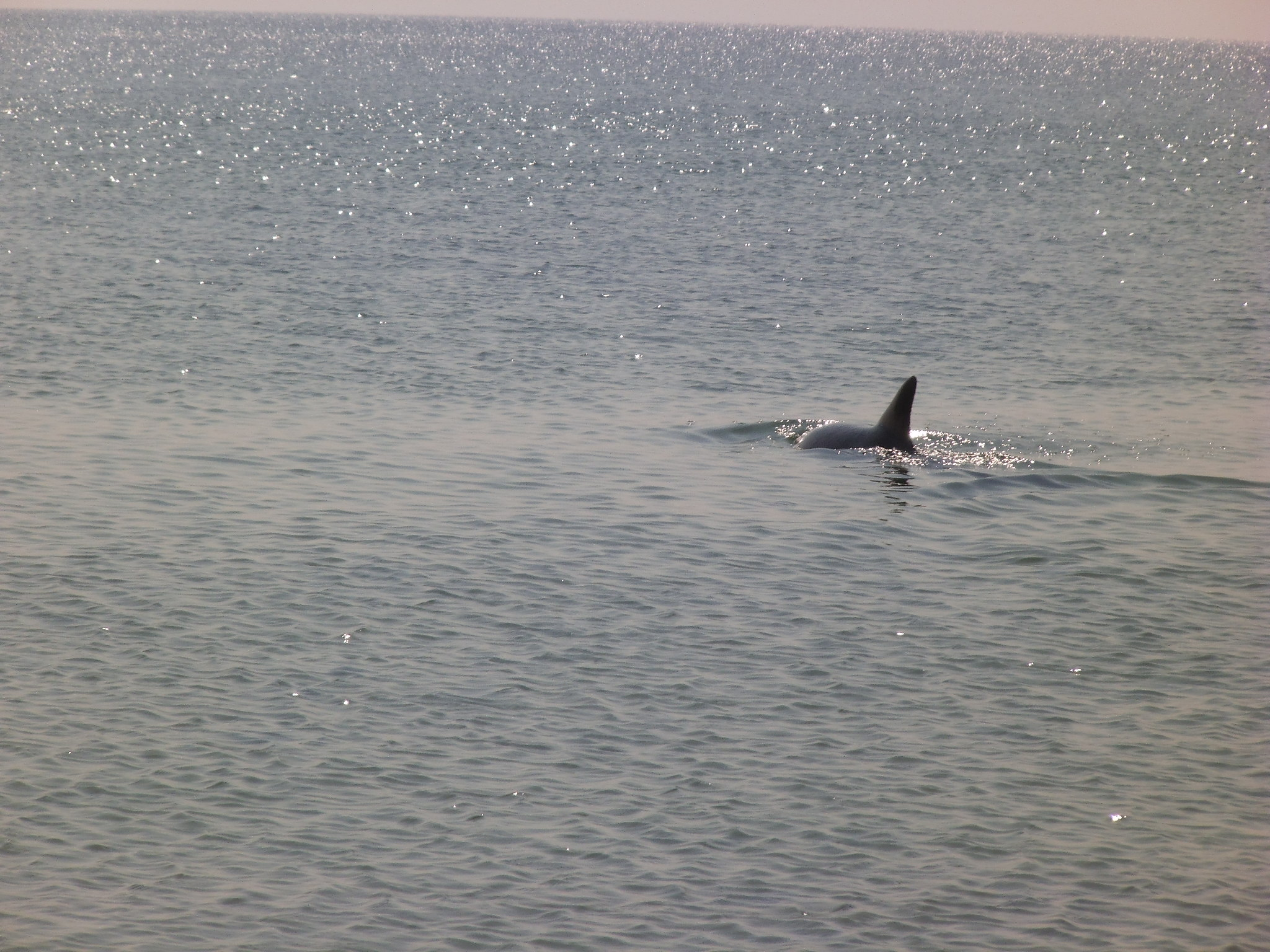
海岸近くのイルカ
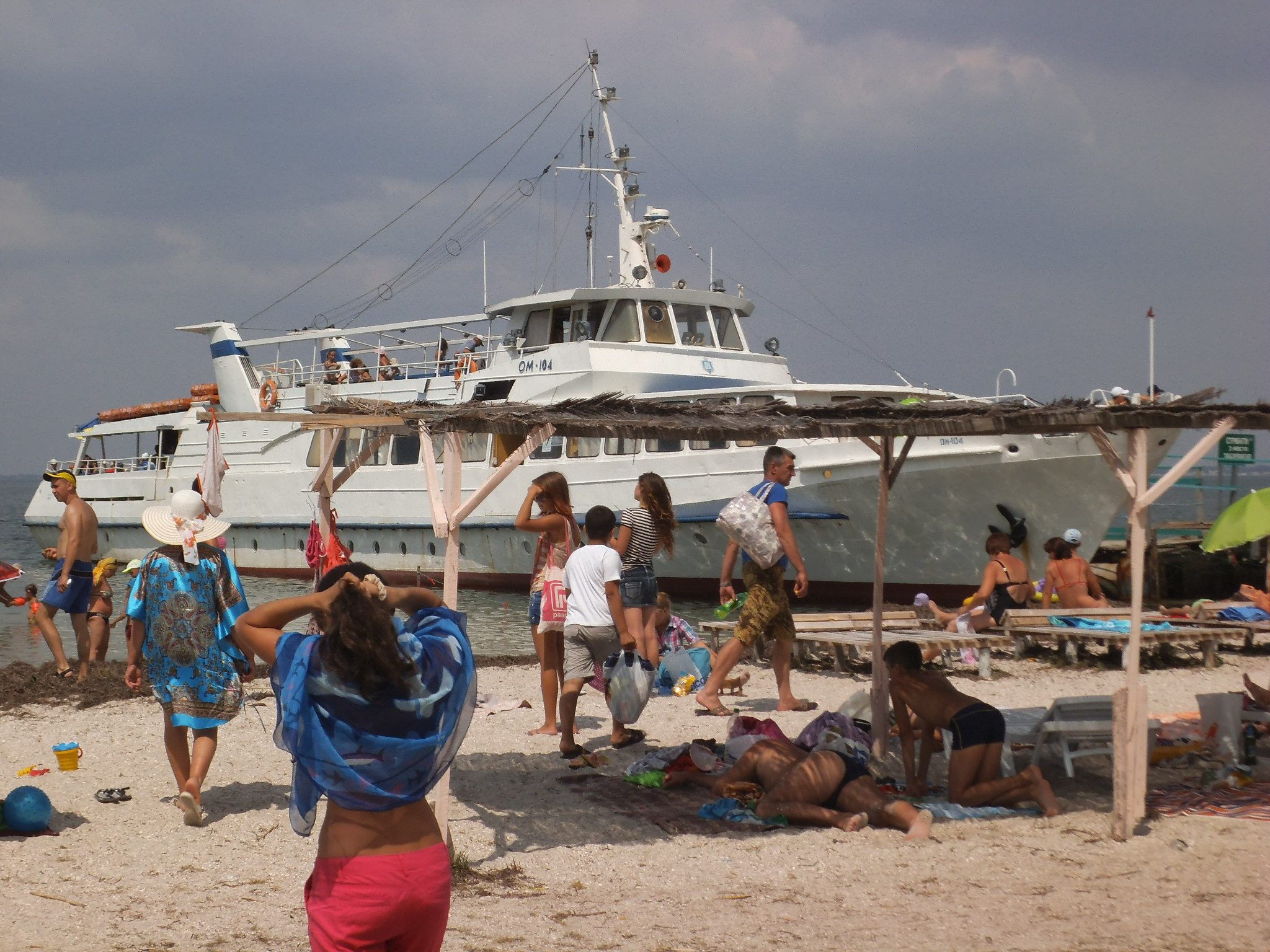
桟橋
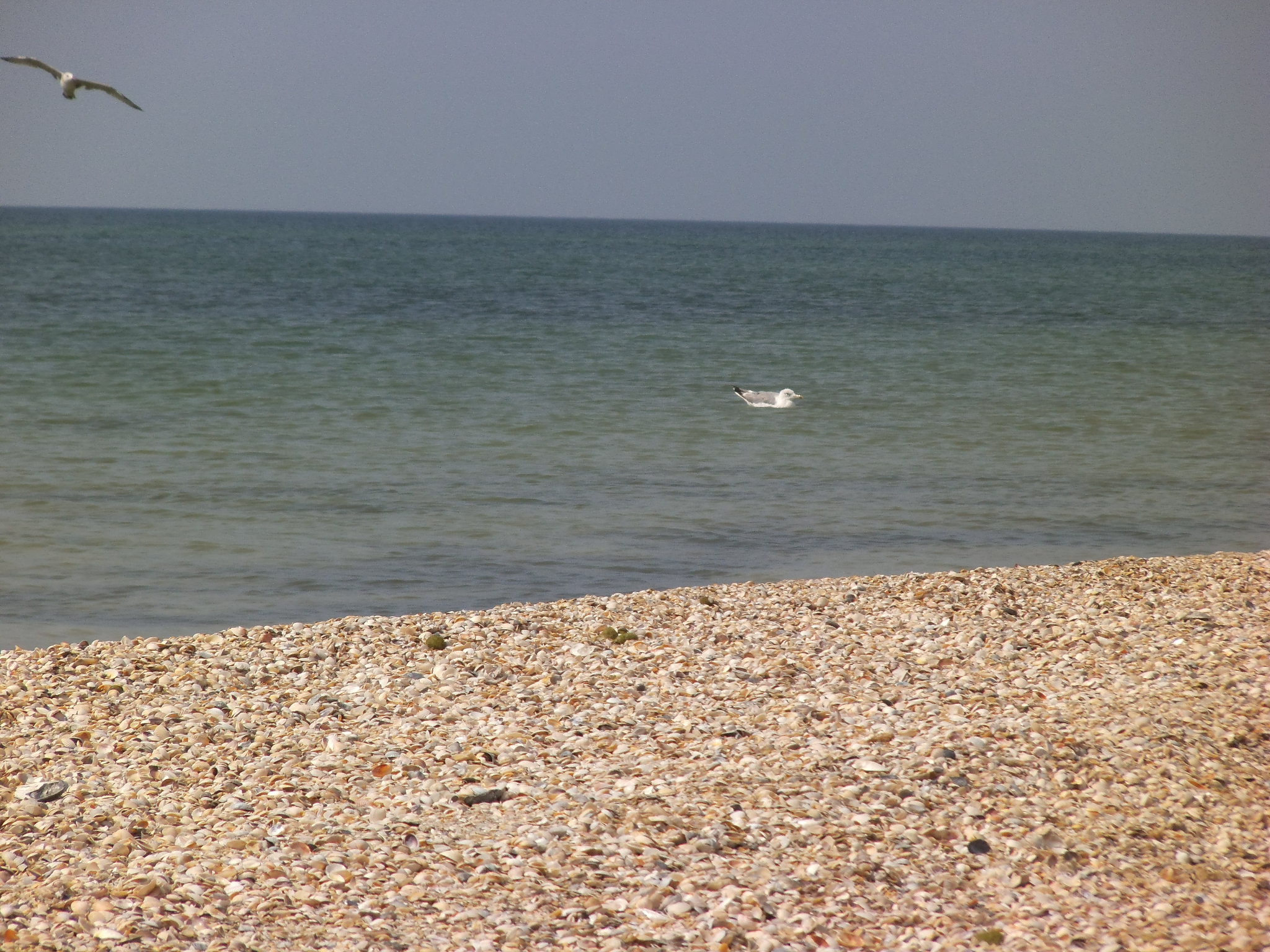
貝殻のビーチ
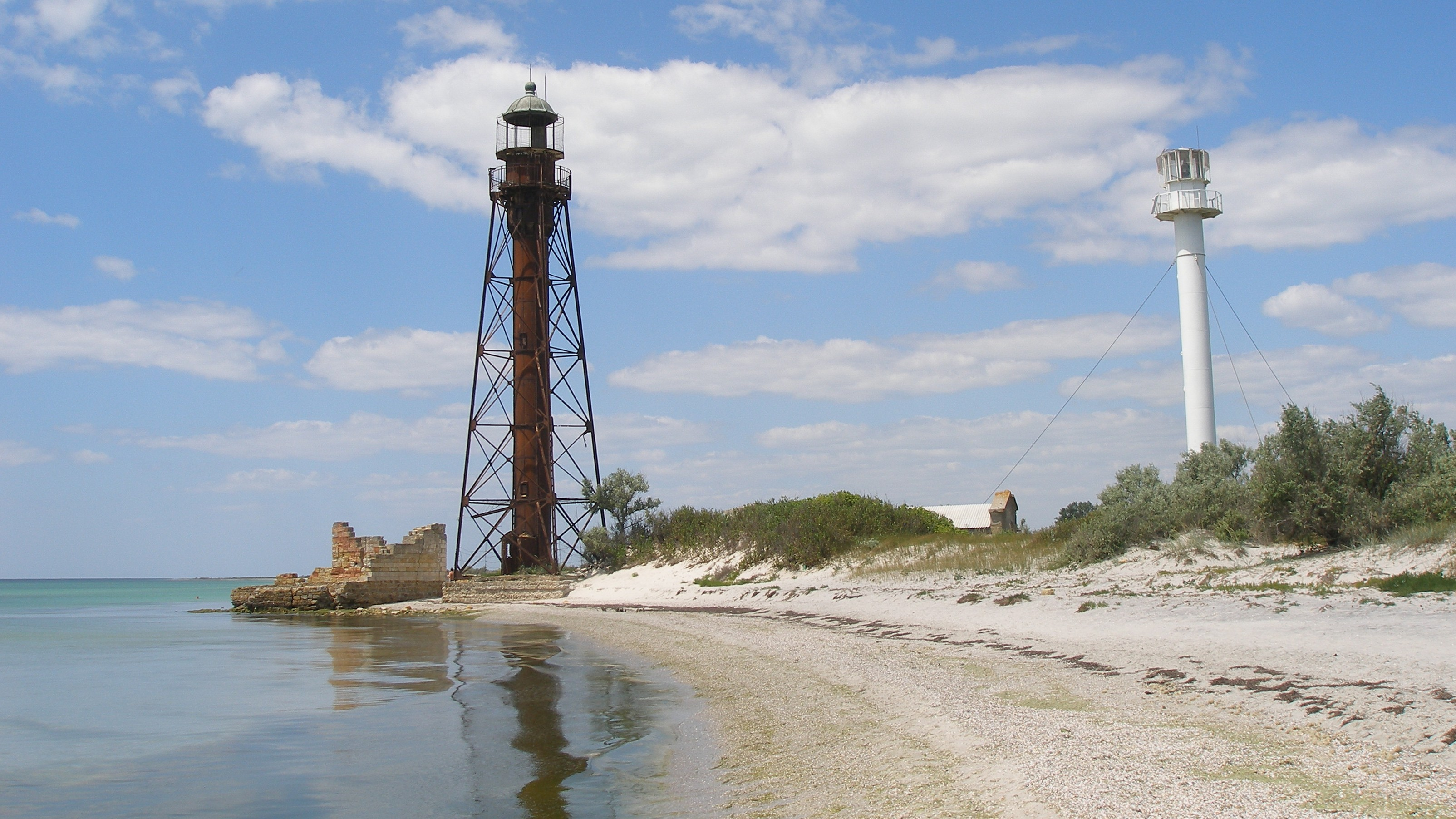
古い灯台と1997年建設の新灯台

## 動画
- ジャリルガチ島のヒジリタマオシコガネ
- ジャリルガチ島水域のチチュウカイミドリガニ
- ジャリルガチ島のステップ地帯
- ジャリルガチ島のムフロン

## 関連文献
- (ウクライナ語) Комплексний атлас України [ウクライナ総合地図]. キエフ: Державний комітет з природних ресурсів України, ДНВП «Картографія». (2005). ISBN 966-631-561-0